# كليمنت بن حدوش
كليمنت سامي نيكولا بن حدوش أو كليمنت بن حدوش (مواليد 11 مايو 1996) هو لاعب كرة قدم محترف، يلعب حاليًا كلاعب وسط أو مدافع لنادي إيسترن سبورتس في دوري هونغ كونغ الممتاز. في 2023، تخلى عن جواز سفره الفرنسي للحصول على جواز سفر هونغ كونغ، مما جعله مؤهلاً لتمثيل منتخب هونغ كونغ دوليًا.

## المسيرة الجامعية
قضى بن حدوش مسيرته الجامعية في الولايات المتحدة؛ إذ لعب في الرابطة الوطنية لرياضة الجامعات الدرجة الأولى. خلال موسم 2018، شارك في 11 مباراة.[بحاجة لمصدر]

## المسيرة الكروية
أعلن نادي كيتشي في 16 يناير 2019 عن انضمام بن حدوش إلى صفوفه. سجل بن حدوش هدفه الأول مع كيتشي في 23 فبراير 2019.
في 28 يوليو 2023، وقع بن حدوش مع أحد نوادي الدوري الصيني الدرجة الأولى في صفقة انتقال مجانية. في 9 فبراير 2024، انضم بن حدوش إلى نادي سوجو دونغوو في الدوري الصيني الدرجة الأولى. في 27 فبراير 2025، عاد بن حدوش إلى هونج كونغ وانضم إلى إيسترن سبورتس.

## المسيرة الدولية
حصل كليمنت بن حدوش في يوليو 2023 على جواز سفر هونغ كونغ، مما يجعله مؤهلاً لتمثيل منتخب هونغ كونغ لكرة القدم دوليًا. في ديسمبر 2023، تم استدعاء بن حدوش إلى المعسكر التدريبي المحلي استعدادًا لكأس آسيا 2023.

## الحياة الشخصية
ولد بن حدوش في 11 مايو 1996 في مدينة ليل لأبوين فرنسيين جزائريين. بعد فترة وجيزة من ولادته، سافر به أهله إلى هونغ كونغ. التحق كليمنت بالمدرسة الكندية الدولية في هونغ كونغ.